# Andrej Cekow
Andrej Iwanow Cekow, bułg. Андрей Иванов Цеков (ur. 3 grudnia 1979 w Sofii) – bułgarski polityk, prawnik i nauczyciel akademicki, w latach 2021–2022 wiceminister finansów, poseł do Zgromadzenia Narodowego, w latach 2023–2024 minister rozwoju regionalnego i robót publicznych.

## Życiorys
Ukończył liceum anglojęzyczne w Sofii oraz studia na wydziale prawa Uniwersytetu Sofijskiego im. św. Klemensa z Ochrydy. Kształcił się również w zakresie prawa europejskiego w Holandii oraz zarządzania w USA. Zawodowo zajął się zarządzaniem procesami inwestycyjnymi. Został też wykładowcą prawa budowlanego i prawa zobowiązań m.in. na Uniwersytecie Architektury, Budownictwa i Geodezji w Sofii. Był członkiem zarządu (2014–2016) i komisji rewizyjnej (2016–2021) bułgarskiej izby budowniczych.
Od grudnia 2021 do sierpnia 2022 zajmował stanowisko wiceministra finansów. W wyborach z października 2022 z ramienia ugrupowania Kontynuujemy Zmianę uzyskał mandat posła do Zgromadzenia Narodowego. Z powodzeniem ubiegał się o reelekcję w kwietniu 2023, czerwcu 2024 i październiku 2024.
W czerwcu 2023 objął urząd ministra rozwoju regionalnego i robót publicznych w rządzie Nikołaja Denkowa. Stanowisko to zajmował do kwietnia 2024.